# Union (Alabama)
Union é uma cidade  localizada no estado americano de Alabama, no Condado de Greene.

## Demografia
Segundo o censo americano de 2000, a sua população era de 227 habitantes.
Em 2006, foi estimada uma população de 216, um decréscimo de 11 (-4.8%).

## Geografia
De acordo com o United States Census Bureau, a localidade tem uma área de 2,1 km², sem área coberta por água. Union localiza-se a aproximadamente 93 m acima do nível do mar.

## Localidades na vizinhança
O diagrama seguinte representa as localidades num raio de 32 km ao redor de Union.